# Nilambur
Nilambur es una ciudad censal situada en el distrito de Malappuram en el estado de Kerala (India). Su población es de 46366 habitantes (2011). Se encuentra a 35 km de Malappuram y a 53 km de Kozhikode.

## Demografía
Según el censo de 2011 la población de Nilambur era de 46366 habitantes, de los cuales 22262 eran hombres y 24104 eran mujeres. Nilambur tiene una tasa media de alfabetización del 94,88%, superior a la media estatal del 94%. la alfabetización masculina es del 96,88%, y la alfabetización femenina del 93,06%.